# العلاقات الغينية الكونغوية
العلاقات الكونغولية الغينية هي العلاقات الثنائية التي تجمع بين جمهورية الكونغو وغينيا.

## مقارنة بين البلدين
هذه مقارنة عامة ومرجعية للدولتين:
| وجه المقارنة                                              | [[تصنيف:صفحات تستخدم رمز علم غير موجود\|]] جمهورية الكونغو | غينيا       |
| --------------------------------------------------------- | ---------------------------------------------------------- | ----------- |
| المساحة (كم2)                                             | 342.00 ألف                                                 | 245.86 ألف  |
| عدد السكان (نسمة)                                         | 5.26 مليون                                                 | 12.72 مليون |
| الكثافة السكانية (ن./كم²)                                 | 15.38                                                      | 51.74       |
| العاصمة                                                   | برازافيل                                                   | كوناكري     |
| اللغة الرسمية                                             | لغة فرنسية                                                 | لغة فرنسية  |
| العملة                                                    | فرنك وسط أفريقي                                            | فرنك غيني   |
| الناتج المحلي الإجمالي (بليون دولار)                      | 8.72 مليار                                                 | 10.50 مليار |
| الناتج المحلي الإجمالي (تعادل القوة الشرائية) بليون دولار | 29.48 مليار                                                | 15.24 مليار |
| الناتج المحلي الإجمالي الاسمي للفرد دولار أمريكي          | 1.85 ألف                                                   | 531         |
| الناتج المحلي الإجمالي للفرد دولار أمريكي                 |                                                            | 1.22 ألف    |
| مؤشر التنمية البشرية                                      | 0.591                                                      | 0.411       |
| رمز المكالمات الدولي                                      | +242                                                       | +224        |
| رمز الإنترنت                                              | .cg                                                        | .gn         |
| المنطقة الزمنية                                           | ت ع م+01:00                                                | 00          |

## منظمات دولية مشتركة
يشترك البلدان في عضوية مجموعة من المنظمات الدولية، منها:
| علم المنظمة | اسم المنظمة                                 | تاريخ انضمام جمهورية الكونغو | تاريخ انضمام غينيا |
| ----------- | ------------------------------------------- | ---------------------------- | ------------------ |
|             | البنك الدولي للإنشاء والتعمير               | 10 يوليو 1963                | 28 سبتمبر 1963     |
|             | يونسكو                                      | 24 أكتوبر 1960               | 2 فبراير 1960      |
|             | أفريستات ‏                                   | 21 سبتمبر 1993               | 2000               |
|             | أحدى                                        | ?                            | ?                  |
|             | البنك الإفريقي للتنمية                      | ?                            | ?                  |
|             | منظمة الشرطة الجنائية الدولية               | ?                            | ?                  |
|             | الأمم المتحدة                               | 20 سبتمبر 1960               | 12 ديسمبر 1958     |
|             | الاتحاد الأفريقي                            | ?                            | 1963               |
|             | مجموعة دول أفريقيا والكاريبي والمحيط الهادئ | ?                            | ?                  |
|             | مؤسسة التنمية الدولية                       | 8 نوفمبر 1963                | 26 سبتمبر 1969     |
|             | منظمة التجارة العالمية                      | ?                            | 25 أكتوبر 1995     |
|             | وكالة ضمان الاستثمار متعدد الأطراف          | 16 أكتوبر 1991               | 5 أكتوبر 1995      |
|             | مؤسسة التمويل الدولية                       | 1 أكتوبر 1980                | 22 أكتوبر 1982     |
|             | الفريق المعني برصد الأرض                    | ?                            | ?                  |
|             | منظمة حظر الأسلحة الكيميائية                | ?                            | ?                  |
|             | المركز الدولي لتسوية المنازعات الاستشارية   | 14 أكتوبر 1966               | 4 ديسمبر 1968      |